# 金井基督教堂
金井基督教堂位于福建省晋江市金井镇中兴街，原为中华基督教会闽南大会中最大的一个堂会，现在是晋江现存最早的教堂。
金井堂会成立于1886年。1890年已有会众二十余人，建成小礼拜堂。1896年金井教会成为一所自立堂会，又创办毓英学校和闽南圣经学院。目前的金井基督教堂建于1933年，元旦奠基，当年十月十九日落成，包括礼拜堂（三层）、纪念楼（五层）与教堂护厝，设有钟楼。礼拜堂可容1500人，不设柱子。金井教堂虽历经磨难，仍基本保持原貌。
1999年6月15日，金井基督教堂公布为晋江市第三批市级文物保护单位。